# ドアクローザ

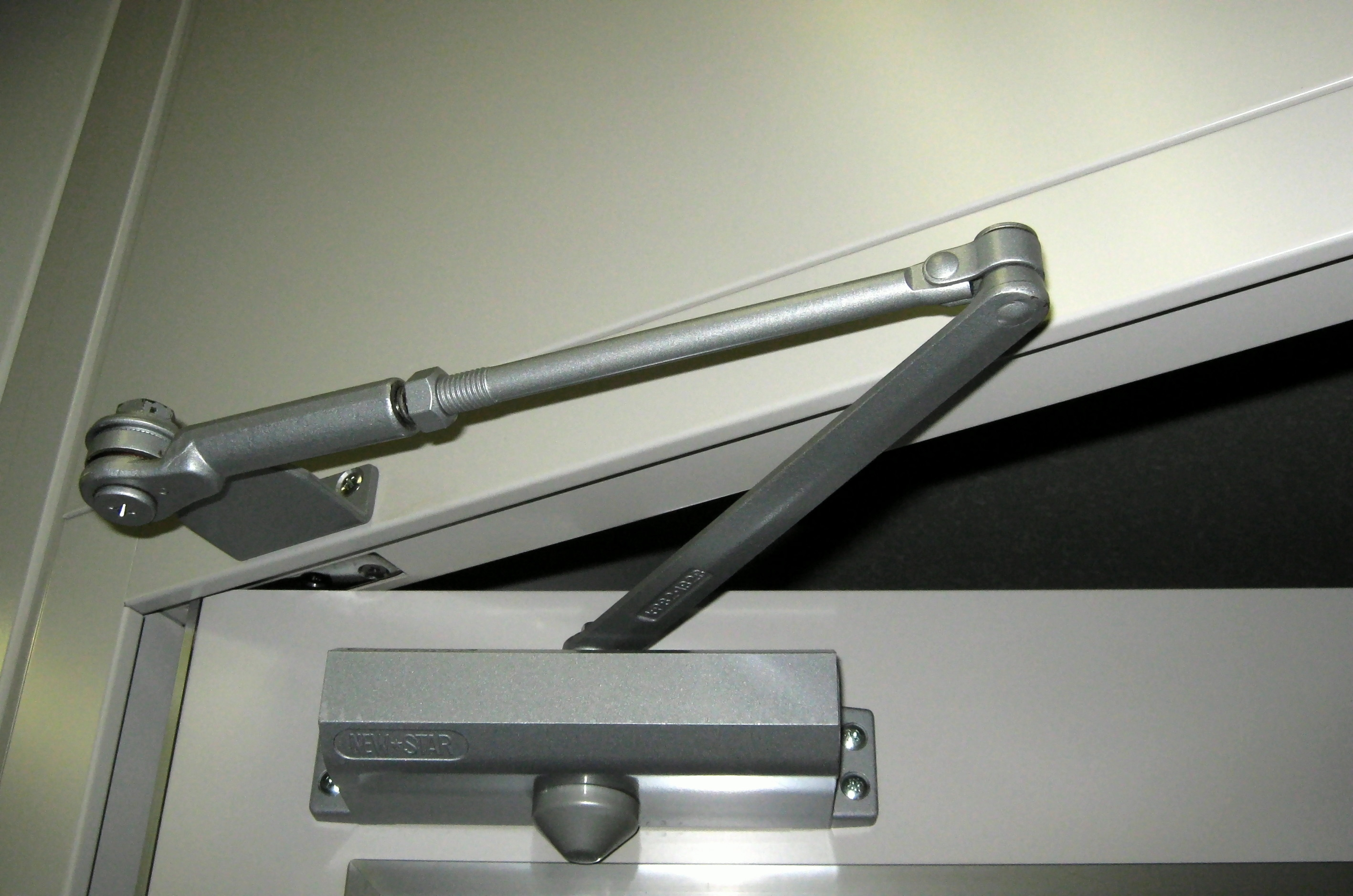
ドアクローザー

ドアクローザ (door closer) あるいはドアチェックは、扉（開き戸）に取り付けられる装置で、人によって開けられた扉を自動的に閉める働きをするもの。
その際、急激に閉じることがないように動作を緩慢にする機能ももつ。逆に風などで不用意に扉が開かないように押さえる働きもする。大きく開いているときの動く速度、閉じる直前のときの動く速度など、4段階程度に、速度を個別に設定できる。閉じる途中は、速い動きですみやかな閉じ動作を行い、全閉直前の指を挟む危険がある位置からはゆっくりとした動きとなり、安全かつ静穏な閉じ方をする。
ドアクローザはそれ自体は動力は持たず、扉が開けられた時の力をばねなどに蓄えると同時に、オイルの粘性を利用した減速装置（ダンパー）により、急激な動きを抑えるような仕組みとなっている。
扉をある角度まで開け放った場合、開いたままの状態で保持する機能を持つものもある。
ドアクローザは、扉上部の蝶番（ちょうつがい）寄りに取り付けられる。取り付け方法により、スタンダード式とパラレル式がある。一般的には玄関に取り付けられるが、トイレなどの室内に取り付ける製品もある。